# Antonio Cárdenas Guillén
Antonio Ezequiel Cárdenas Guillén, apelidado de Tony Tormenta (Heroica Matamoros, 5 de março de 1962 — Heroica Matamoros, 5 de novembro de 2010) foi um traficante de drogas mexicano. 
Ele foi um dos dois líderes da organização criminosa conhecida como o Cartel do Golfo. Antonio era irmão de Osiel Cárdenas Guillén e um parceiro de Jorge Eduardo Costilla Sánchez.